# رالف أودونيل
رالف أودونيل (بالإنجليزية: Ralph O'Donnell)‏ (17 أكتوبر 1931 في المملكة المتحدة - 1 مايو 2011) هو لاعب كرة قدم بريطاني في مركز نصف الجناح. لعب مع شيفيلد وينزداي وBuxton F.C. ‏.

## وصلات خارجية
- رالف أودونيل على موقع قاعدة بيانات كرة القدم.إي يو (الإنجليزية)